# SN 2002lr
SN 2002lr – supernowa typu Ia odkryta 6 czerwca 2002 roku w galaktyce A223312+0105. W momencie odkrycia miała maksymalną jasność 20,80m.